# Camp de concentration de Szebnie
Le camp de concentration de Szebnie (allemand : Lager Szebnie) était un camp de concentration instauré par le régime nazi du Troisième Reich dans la ville de Szebnie, à 10 km à l'est de Jasło, sur le territoire semi-colonial du gouvernement général dans la partie sud-est de la Pologne occupée.
L'installation a été construite en 1940 à l'origine comme écuries destinées à la Wehrmacht, à proximité d'un domaine seigneurial où stationnaient les officiers allemands. Au cours des trois années de fonctionnement, des milliers de personnes y ont péri, notamment des prisonniers de guerre soviétiques, Juifs polonais ou Polonais non juifs, Ukrainiens et Roms. Les restes calcinés du camp ont été découverts par les Soviétiques à leur entrée dans la ville le 8 septembre 1944.

## Fonctionnement
Le camp couvrait une superficie d'environ 10 hectares comprenant à terme quelque 35 casernes. Initialement, il sert de camp de prisonniers de guerre (Kriegsgefangenenlager) fin juin 1941 pour quelque 6 000 soldats de l'Armée rouge capturés dans la zone soviétique de la Pologne occupée après la mise en œuvre de l'opération Barbarossa. Les prisonniers de guerre ont construit les 20 premières casernes comprenant des lits superposés à trois niveaux. La plupart d'entre eux sont morts de maladie et de faim dans la froideur hivernale, sans lessive ni bain. Jusqu'à 200 prisonniers mourraient par jour. La seule personne ayant courageusement aidé les malades pendant l'épidémie de typhus était une jeune femme, Helena Gorayska, qui l'a payée de sa propre vie en 1942, infectée par le typhus. Certains autres habitants ont également offert des denrées alimentaires.
Au printemps 1943, le camp est redésigné camp de concentration (Arbeitslager und Konzentrationslager) pour les Polonais, Juifs, Ukrainiens et Tsiganes. Les premiers nouveaux prisonniers arrivent dans les trains de l'Holocauste en provenance des ghettos juifs liquidés dans toute la Pologne occupée. En août, le camp détient 1 040 personnes, tandis qu'à l'automne 1943, le nombre grimpe à 5 000, y compris des Juifs et des non-Juifs de Rzeszów, Tarnów, Bochnia, Jasło, Frysztak, Dukla et Pustków. Quelques Kapos avaient été nommés afin de maintenir la discipline et administrer la torture. Au total, le camp a détenu environ 10 000 déportés, hommes, femmes et enfants. Certains prisonniers étaient employés dans un atelier de couture pour l'armée allemande, mais la plupart travaillaient à divers travaux de terrassement dans la région ; à la gravière, à la ferme SS, à la raffinerie de pétrole de Niegłowice et au Bunker d'Hitler de Stępina. Le camp était entouré de barbelés avec six tours de garde et des projecteurs autour du périmètre.
Les commandants du camp successifs comprenaient les Untersturmführer Anton Scheidt, Hauptsturmführer Hans Kellermann (emprisonné par les SS pour vol), et le SS-Hauptsturmführer Karl Blank (seulement deux semaines,). Notamment, le vol d'or et d'argent collectés pour l'enrichissement personnel était une pratique courante chez les commandants des camps de concentration ; deux d'entre eux, Koch et Florstedt, tous deux de Majdanek, ont été exécutés par les SS pour la même raison en avril 1945. Pendant toute la durée de fonctionnement du camp, les commandants ont résidé dans le manoir de Gorayski, organisant des soirées à boire avec les SS plusieurs fois par semaine (Scheidt) et piégeant des dizaines de « domestiques » juives et non juives attrayantes (Kellermann).

## Liquidation
En août 1943, les Juifs ont été séparés du reste des prisonniers dans une zone juive spéciale sur le côté nord du camp derrière une clôture en fil barbelé. Par la suite, près de deux mille personnes ont été assassinées lors d'exécutions en masse dans la forêt de Dobrucowa, à proximité, à l'automne et à l'hiver 1943, sur ordre du SS-Hauptsturmführer Amon Göth de Płaszów. Quelque 700 Juifs ont été tués en une journée le 22 septembre 1943, contraints de se déshabiller. Leurs corps ont été incinérés sur place à la fin du mois. Le 6 octobre, un autre groupe de 500 Juifs a été abattu et leurs corps brûlés. Le 5 novembre 1943, quelque 2 800 Juifs ont été chargés dans des trains de l'Holocauste à destination du camp de concentration d'Auschwitz ; sept sont connus pour s'être échappés. En février 1944, les 80 juifs restants ont été transportés à Cracovie-Płaszów. La plupart des prisonniers non juifs restants ont été évacués du 14 au 25 août 1944 plus à l'ouest vers le camp de Grybów, à l'exception de quelque 300 des plus faibles abattus sur place.

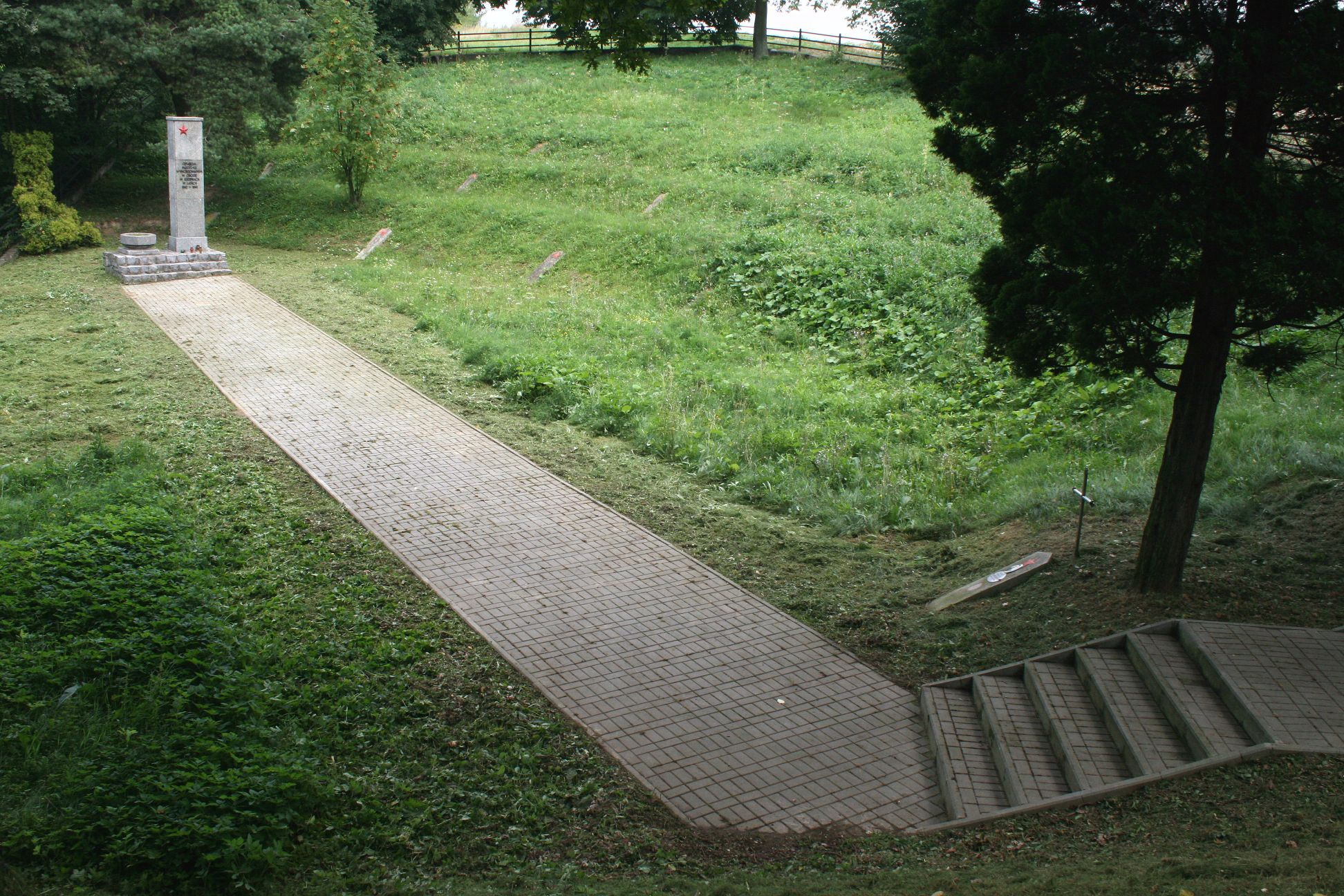
Cimetière de la Seconde Guerre mondiale à Bierowskie Doły, avec des charniers banalisés couvrant tout le périmètre. Notamment, l'ancien monument ne mentionne que les prisonniers de guerre soviétiques de Szebnie (2008).

Le camp a été utilisé temporairement pendant quatre mois (entre février et juillet 1944) pour garder des prisonniers de guerre soviétiques supplémentaires. Il était connu sous le nom de Stalag 325, même s'il était connu en 1942 sous le nom de Stalag 327, apparemment non perçu comme séquentiel par l'administration allemande,. Les prisonniers de guerre ont été massacrés par les soldats ukrainiens de la 14e division SS Galizien, amenés spécifiquement à cet effet depuis le centre de formation des troupes SS-Heidelager à Pustków, à proximité,. La plupart des casernes ont été incendiées. Les restes du camp ont été découverts par l'Armée rouge le 8 septembre 1944. Le site n'est pas protégé légalement et les matériaux de construction utilisables ont finalement été emportés.